# Franz Beck (Skirennläufer)
Franz Beck (* 4. März 1930 in Triesenberg; † 5. Oktober 2000) war ein liechtensteinischer Skirennläufer.

## Biografie
Beck startete bei den Olympischen Winterspielen in St. Moritz im Abfahrtsrennen und belegte den 55. Rang. In der Alpinen Kombination wurde er 47. Vier Jahre später bei den Winterspielen in Cortina d’Ampezzo ging er in allen drei alpinen Ski-Disziplinen an den Start. In der Abfahrt verbesserte er sich auf Rang 26, im Riesenslalom wurde er 59. und im Slalom belegte er den 35. Platz.